# Walter Mirabelli (calciatore 1960)
Walter Mirabelli (Jáuregui, 1º gennaio 1960) è un ex calciatore argentino, di ruolo attaccante.

## Carriera
Nella stagione 1979 ha giocato 6 partite nella massima serie argentina con il Platense. Nel 1976 militò nel Flandria.